# Renia nemoralis
Renia nemoralis är en fjärilsart som beskrevs av Barnes och Mcdunnough 1918. Renia nemoralis ingår i släktet Renia och familjen nattflyn. Inga underarter finns listade.